# Mordellistenoda atrilimbata
Mordellistenoda atrilimbata es una especie de coleóptero de la familia Mordellidae.

## Distribución geográfica
Habita en Indonesia.